# Hannah Gordon
Hannah Campbell Grant Gordon, född 9 april 1941 i Edinburgh i Skottland, är en brittisk (skotsk) skådespelare. Gordon är känd för rollen som Virginia Hamilton i dramaserien Herrskap och tjänstefolk. 
Hon har också spelat roller i bland annat Doctor Who, Elefantmannen och Saknad, aldrig glömd. 

## Filmografi i urval
- 1966 – David Copperfield (TV-serie)
- 1966–1967 – Doctor Who (TV-serie)
- 1967 – Great Expectations (TV-serie)
- 1968 – Middlemarch (Miniserie)
- 1970 – Herre på täppan
- 1971 – Snobbar som jobbar (TV-serie)
- 1972 – My Wife Next Door (TV-serie)
- 1974–1975 – Herrskap och tjänstefolk (TV-serie)
- 1975 – Alfie, älskling
- 1978 – Den långa flykten (röst)
- 1979 – Tid att leva (TV-serie)
- 1980 – Elefantmannen
- 2000 – Morden i Midsomer (TV-serie)
- 2002 – Karl för sin kilt (TV-serie)
- 2004 – Tillbaka till Aidensfield (TV-serie)
- 2008 – Brudens bäste man
- 2011 – Svindlarna (TV-serie)
- 2015 – Saknad, aldrig glömd (TV-serie)